# Blá Blá Blá (álbum)
Blá Blá Blá é o terceiro álbum de estúdio do girl group brasileiro Rouge, lançado em 26 de maio de 2004 pela Columbia Records. O álbum é o primeiro do grupo como quarteto, marcando a ausência da integrante Luciana Andrade. Neste trabalho, o Rouge apostou num pop mais agressivo e maduro, sendo considerado o álbum preferido entre as integrantes. Blá Blá Blá traz as quatro integrantes do grupo escrevendo duas canções em parceria com Milton Guedes e Rick Bonadio, além de Fantine e Karin terem escrito uma canção sozinhas; o repertório também traz composições originais de Bonadio, sozinho ou juntamente com Fúlvio Márcio, Clio, Beto Paciello e Guedes. O álbum conta com versões de três canções previamente lançadas por outros artistas, além de quatro canções compostas em inglês e que a gravadora do grupo, Sony Music, trouxe para o grupo gravar com exclusividade.
Blá Blá Blá traz uma mistura de ritmos, como o pop rock, presente em diversas canções. Do álbum foram retirados quatro singles: "Blá Blá Blá", "Sem Você" (que tornaram-se as canções mais bem sucedidas do álbum), "Vem Dançar" e "Pá Pá Lá Lá" (que obtiveram um sucesso mais modesto). Os críticos de música receberam o álbum positivamente, destacando as composições mais maduras presentes no álbum, além de tecerem elogios ao estilo adotado no álbum. A canção "Vermelho, A Cor do Amor" foi recebida positivamente pela sua letra, e "Por Onde Quer Que Eu Vá" foi destacada pela performance vocal do grupo. Blá Blá Blá vendeu mais de 135 mil cópias, e emplacou um disco de ouro para o grupo. Para promover o álbum, o grupo fez uma intensa divulgação em programas de TV, além de ter iniciado a Turnê Blá Blá Blá (2004-2005). O álbum também conta com uma faixa extra para computador que abre como um CD-ROM. Nesse mesmo ano, o grupo recebeu o Prêmio de Melhor Banda pela Academia Brasileira de Letras.

## Antecedentes
Após o sucesso do segundo álbum de estúdio, C'est La Vie (2003), Luciana Andrade anunciou oficialmente, no dia 11 de fevereiro de 2004, que rescindiu seu contrato com o grupo. "Nada na vida é só rosas. Tem um momento que é preciso mudar. Senti isso muito forte nos últimos tempos. Estou em paz com a minha decisão. Cada uma segue a sua estrada", disse. O Rouge continua com quatro meninas cheias de energia", disse Elisabetta Zenatti, empresária da banda. "É uma grande mudança. O Rouge é um só. Não dá para entrar uma nova integrante. Isso reflete na nossa obra. Nós escolhemos continuar a nossa história assim", completou Fantine.

## Desenvolvimento e canções
Com a saída de Luciana, o grupo anunciou, na coletiva de impressa da saída da integrante do grupo, que entre maio e junho o terceiro álbum da banda seria lançado. "O grupo voltará renovado, com novas baladas e novos conceitos de shows", falou a empresária Elisabetta Zenatti. Após o carnaval, o grupo desacelerou o ritmo para se dedicar ao novo álbum e gravação de videoclipes. "A Luciana não terá nenhuma participação no terceiro álbum. Isso significa que teremos trabalho árduo. Mas o grupo não vai perder a qualidade com a saída dela", garantiu Patrícia.
Blá Blá Blá segue a mesma linha pop que consagrou a banda nos dois álbuns anteriores. "Continua sendo pop e eclético, mas é mais ligado às raízes das influências. "Se Liga Se Toca" é um pop rock, "Filme de Terror" é mais hardcore e a "Na Palma da Mão" tem uma batida afro-brasileira", explicou Fantine. Esta última, aliás, é de autoria da própria banda, e a primeira composição a ser gravada pelo Rouge em um álbum. "Surgiu em uma brincadeira na casa da Karin, a gente não fez com a intenção de gravar", relembra Aline. A responsabilidade de gravar a primeira composição própria não pesou sobre o grupo. "A gente confia muito no nosso produtor (Rick Bonadio), e sabe que ele não deixaria passar nada que não fosse bom", afirma Fantine.
Ao falar mais sobre a canção "Blá Blá Blá", Rick Bonadio comentou, "Realmente, é bem ousada, não é uma canção fácil. Sentimos que não podíamos fazer uma música que fosse repetição do que já havia sido feito. Não podia ser algo mais centrado na dança, como foi Ragatanga, nem algo mais lúdico, como foi Brilha La Luna". Já Karin afirmou, "Queríamos realmente fazer algo diferente. E quando o Rick nos mostrou a música pela primeira vez, estranhamos um pouco, pensamos: "Talvez seja diferente demais". Em termos de sonoridade, tem um pouco de influência do Outkast, que é um grupo que mudou a cara do cenário pop", aponta Bonadio.
"Eu escrevi uma balada Pra Sempre Te Amar, que nasceu só com voz e violão. Entreguei para que o Rick fizesse o arranjo e ele deixou a música muito melhor (risos)", disse Fantine. "No novo disco, nós quatro escrevemos juntas uma música chamada Na Palma Da Mão, uma faixa agitada com pitadas de dance, raggamuffin e hip hop", conta Patrícia. "Nós nos reunimos na casa da Karin pra comer pizza e a música acabou saindo, meio que de brincadeira", lembra Aline. "A letra nos coloca subindo o morro e convidando as pessoas para uma festa, tem uma brincadeira com palmas, é bem divertida", emenda Karin. "A qualidade vocal do Rouge está cada vez maior. Uma prova disso é a faixa Por Onde Quer Que Eu Vá, na qual as meninas fazem um agradecimento, uma homenagem aos fãs. É uma balada com toques de gospel, com vocais incríveis", elogia Bonadio.

## Recepção
A crítica do "Universo Musical" foi positiva, dizendo que "Em seu 3º CD, as meninas do Rouge estréiam nova formação, sem Luciana. As remanescentes Karin, Fantine, Aline e Patrícia dão conta do recado, gravando um disco de letras mais maduras, embora o alvo ainda seja o público teen e o infanto-juvenil. Elas também melhoram em termos de ritmo, adicionando pitadas de rock ao seu pop-dançante, como em ‘Blá Blá Blá’ (1ª faixa de trabalho, que fala de fofoca), ‘Eu Quero Acreditar’, ‘Se Liga, Se Toca’, ‘Como na Primeira Vez’ e ‘Filme de Terror’. No quesito romantismo, destaque para ‘Vermelho, A Cor do Amor’, com bonita letra e um ótimo arranjo de cordas. Mas o melhor mesmo fica para o final: a última faixa, ‘Por Onde Quer Que Eu Vá’ (não é a dos Paralamas), traz as 4 meninas, que costumam solar, cantando juntas num lindo coral, em uma homenagem aos fãs."

## Singles
O primeiro single do álbum, "Blá Blá Blá" foi lançado no dia 4 de maio de 2004. Já o segundo single do álbum, a balada "Sem Você", foi lançado no final de julho. A canção fez parte da trilha sonora da novela, Esmeralda, do SBT. "Vem Dançar" foi lançado em 20 de outubro como terceiro single e incluído na trilha sonora do filme Eliana e o Segredo dos Golfinhos. O quarto e último single do álbum, "Pá Pá Lá Lá", versão da canção "Algo tienes", de Paulina Rubio, foi lançado em dezembro de 2004.

## Promoção
Blá Blá Blá também contou com um livreto com aroma de tutti frutti, capa especial (holográfica), faixa multimídia onde que incluía jogos, karaokê do single "Blá Blá Blá" e "No Estúdio Com o Rouge".

## Faixas
| CD             |                                          |                                                       |                                                                        |         |  |
| N.º            | Título                                   | Compositor(es)                                        | Composição original                                                    | Duração |  |
| 1.             | "Blá Blá Blá"                            | Rick Bonadio Fúlvio Márcio                            |                                                                        | 3:59    |  |
| 2.             | "Eu Quero Acreditar" (Got To Believe)    | Milton Guedes                                         | Brian Steckler Frederik Jernberg Pontus Wennerberg                     | 3:29    |  |
| 3.             | "Vermelho, A Cor Do Amor" (Red)          | Bonadio Clio                                          | Eric Silver Stephanie Bentley                                          | 3:36    |  |
| 4.             | "Pá Pá Lá Lá" (Algo Tienes)              | Bonadio                                               | Manny Benito Chris Rodriguez                                           | 3:10    |  |
| 5.             | "Vem Dançar" (Let's Dance)               | Guedes Aline Wirley Fantine Thó Karin Hils Li Martins | Axel Breiting Delta Goodrem Mark Holden                                | 3:50    |  |
| 6.             | "Se Liga, Se Toca" (Chooza Looza)        | Guedes                                                | Aron Freidman David Thomas Keith Beauvais Niklas Petterson Simon Perry | 3:26    |  |
| 7.             | "Sem Você" (No Dejo De Sentir)           | Bonadio                                               | Andrés Constantinidis Carolina de la Muela                             | 3:27    |  |
| 8.             | "Na Palma Da Mão"                        | Bonadio Fernanda Telles Aline Fantine Karin Li        |                                                                        | 3:52    |  |
| 9.             | "Como Na Primeira Vez" (No More Violins) | Guedes                                                | Anna-Lena Högdahl Anders Wollbeck Mattias Lindblom                     | 4:03    |  |
| 10.            | "Pra Sempre Te Amar"                     | Fantine Thó Karin Hils                                |                                                                        | 3:26    |  |
| 11.            | "Filme De Terror"                        | Bonadio Márcio                                        |                                                                        | 3:02    |  |
| 12.            | "Por Onde Quer Que Eu Vá"                | Bonadio Beto Paciello                                 |                                                                        | 4:43    |  |
| Duração total: | Duração total:                           | Duração total:                                        | Duração total:                                                         | 43:55   |  |

- Créditos de Blá Blá Blá adaptados de Allmusic.[11]

## Vendas e certificações
| Região                     | Certificação | Vendas  |
| -------------------------- | ------------ | ------- |
| Brasil (Pro-Música Brasil) | Ouro         | 135,000 |
|                            |              |         |